# Primeras monedas musulmanas
Aunque la primera reforma monetaria importante durante la expansión del islam fue la de Abd al-Malik entre los años 696 y 698, durante el mandato de Muawiya ibn Abi Sufyán, primer califa omeya, se produjo el primer intento de organización de las emisiones de las monedas arábigas.
Para asegurar la aceptación de las monedas musulmanas en las regiones recién conquistadas, dichos metales incluían una simbología tomada de monedas anteriores acuñadas por el Imperio bizantino y el Imperio sasánida, una práctica adoptada de igual forma por otras civilizaciones contemporáneas.

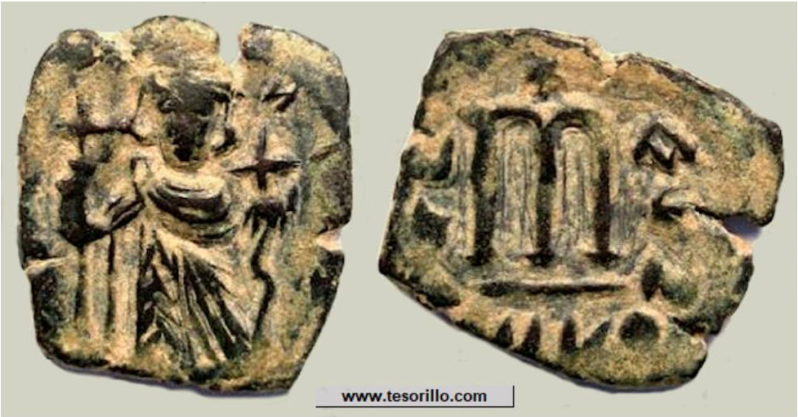
Felús árabe-bizantino acuñado en Siria durante la dominación árabe.

Las monedas más antiguas se emitieron bajo el mandato del califa rashidun Umar ibn al-Jattab, y eran piezas de bronce de imitación bizantina. En adelante, en las monedas puestas en circulación en la parte occidental del nuevo territorio musulmán, se podían ver las representaciones de los emperadores bizantinos con los que coincidió la emisión de las primeras monedas, que eran Heraclio I y Constante II. Dicha representación estaba en el anverso de la moneda, mientras que en el reverso podíamos encontrar una M, que representaba el valor de la moneda, junto con inscripciones en latín o griego. En algunas monedas también se podía encontrar el signo de la cruz. En la parte nororiental del califato (actuales Irán e Irak), se acuñaron ejemplares de monedas donde en el anverso se imprimía el busto de un emperador sasánida y el altar de Zoroastro en el reverso.
La tradición musulmana afirma un claro rechazo al símbolo de la cruz cristiana y sitúa este rechazo en la costumbre de Mahoma, resultando de este modo controvertidas este tipo de acuñaciones en las décadas posteriores al profeta.,Algunos autores han interpretado el uso de esta simbología temprana como un indicio para poner en duda la mencionada tradición, situando el rechazo frontal simbológico y, por consiguiente, el rechazo religioso a cristianos y judíos en época posterior, probablemente en el reinado del quinto califa omeya Abd al-Malik.
En todo caso, parece claro que el califa Muawiya y sus primeros descendientes, hasta la reforma monetaria realizada por Abd al-Malik, consideraron más pertinente mantener la simbología para no impactar negativamente en la forma en la que se comerciaba en la zona y lograr la aceptación generalizada de dichas monedas, aunque a partir del 670 aparecen series bilingües de monedas en las que empieza a aparecer la ciudad emisora en griego, en árabe o en ambas lenguas.
No fue hasta la mencionada reforma monetaria de Abd al-Malik, en la que se prescindió de nombres de personas incluido el nombre del califa, cuando desaparece cualquier simbología no musulmana. Después de esta reforma aún aparecieron figuras humanas en algunas monedas, imagen que se atribuye a la figura del mismo califa con espada al cinturón añadiendo una nueva controversia al origen de la tradición musulmana de evitar la representación de figuras humanas.